# 龍造寺家純
龍造寺 家純（りゅうぞうじ いえすみ）は、戦国時代の武将。龍造寺隆信・鍋島直茂の祖父にあたる。

## 生涯
文明11年（1479年）、龍造寺家兼の嫡男として誕生。母は片田江家貞の娘。
当初は父・家兼と共に少弐氏の家臣として活動し、享禄3年（1530年）の田手畷の戦いでは少弐氏方として奮戦し、大内氏を破るのに貢献した。父が少弐冬尚に疎んじられると共に少弐氏から離反したが、のちに和解が成立し父と共に帰参した。家臣の鍋島氏や旧主の九州千葉氏と姻戚関係を結ぶなど、龍造寺家の立場の強化に努めた。弟・家門を養子とし水ヶ江家の跡を継がせ、また、実子・周家を家門の養子として送り込み、本家である村中龍造寺家の龍造寺胤和から娘（後の慶誾尼）を迎え、周家の室としている。
天文14年（1545年）、龍造寺家の増長を恐れる少弐氏の重臣馬場頼周に暗殺された。しかし異説も多く、一説には頼周に煽動されて豪族・神代勝利と戦って敗死。または逃亡中に暗殺されたとも言われている。

## 系譜
- 父：龍造寺家兼（1454-1546）
- 母：片田江家貞の娘
- 室：玉洞尼（-天文19年3月20日） - 蒲原家秀の娘：法名は玉洞祐金大姉
  - 長女：桃源院（-天文19年8月11日） - 鍋島清房の先妻、鍋島直茂母
  - 男子：龍造寺周家（1504-1545） - 龍造寺家門の養子となる
  - 男子：豪覚（-天文7年3月3日）：法印。佐賀宝琳院住職
  - 男子：龍造寺純家（-1545）
  - 男子：龍造寺頼純（-1545）
  - 女子：鍋島清虎の妻：鍋島清虎は鍋島直茂の従兄弟
  - 女子：心月妙鏡（-天正10年9月） - 馬場政員の妻、のち千葉胤連の妻
  - 女子：犬塚尚家室 - 後石井忠清継室